# Ambondro
Ambondro ist eine Gemeinde an der Küste im Süden Madagaskars. Sie ist administrativ dem Distrikt Ambovombe unterstellt, der seinerseits zur Region  Androy gehört. Sie befindet sich etwa 30 Kilometer westlich des Ortes Ambovombe an der Nationalstraße 10 in Richtung Tsiombe. Im Jahre 1901 wurde in Ambondro ein Militärposten der französischen Kolonialmacht eingerichtet. Im Jahre 2006 siedelten auf dem 150 Quadratkilometer umfassenden Gemeindegebiet etwa 19.000 Einwohner, die sich auf 23 Dörfer verteilen. Die Gemeinde lebt vor allem vom Anbau von  Süßkartoffeln, Mais, Maniok und Augenbohnen.